# Tetryk z Langres
Tetryk z Langres, łac. Tetricus (zm. 18 marca 572 lub 573) – syn św. Grzegorza z Langres, krewny św. Grzegorza z Tours, biskup Langres od 539 lub 541 do 572 lub 573, święty Kościoła katolickiego.
Po śmierci ojca w 539 lub 541 roku objął urząd w diecezji Langres w państwie Franków. Brał udział w synodach: w Orleanie (549), Paryżu (557) i w Troyes (565).
Jego wspomnienie liturgiczne obchodzone jest 20 marca.